# Rugby Calvisano 2012-2013

## Eccellenza 2012-13

### Stagione regolare
| Incontro                  | Andata | Ritorno |
| ------------------------- | ------ | ------- |
| Calvisano — Fiamme Oro    | 42-27  | 41-23   |
| San Donà — Calvisano      | 13-15  | 15-42   |
| S.S. Lazio — Calvisano    | 25-30  | 25-42   |
| Calvisano — Crociati      | 36-10  | 36-15   |
| I Cavalieri — Calvisano   | 14-3   | 14-19   |
| Calvisano — Mogliano      | 30-8   | 15-15   |
| Petrarca — Calvisano      | 16-24  | 20-25   |
| Calvisano — L’Aquila      | 69-3   | 59-6    |
| Viadana — Calvisano       | 20-17  | 18-15   |
| Calvisano — Rovigo        | 34-23  | 16-32   |
| Reggio Emilia — Calvisano | 29-33  | 17-53   |

#### Risultati della stagione regolare
| Posizione | G  | V  | N | P | PF  | PS  | DP   | B  | Pt |
| --------- | -- | -- | - | - | --- | --- | ---- | -- | -- |
| 2ª        | 22 | 17 | 1 | 4 | 696 | 388 | +308 | 14 | 84 |

### Fase finale
| Turno | Incontro                | Andata | Ritorno |
| ----- | ----------------------- | ------ | ------- |
| SF    | I Cavalieri — Calvisano | 24-6   | 6-14    |

## European Challenge Cup 2012-13

### Prima fase
| Incontro             | Andata | Ritorno |
| -------------------- | ------ | ------- |
| Calvisano — Agen     | 31-36  | 9-19    |
| Bucarest — Calvisano | 42-27  | 20-34   |
| Bath — Calvisano     | 67-11  | 39-5    |

#### Risultati della prima fase
| Posizione | G | V | N | P | PF  | PS  | DP   | B | Pt |
| --------- | - | - | - | - | --- | --- | ---- | - | -- |
| 4ª        | 6 | 1 | 0 | 5 | 117 | 223 | -106 | 3 | 7  |

## Verdetti
- Calvisano qualificato alla European Challenge Cup 2013-14.